# Rio Morona
Il Rio Morona è un fiume sudamericano che scorre in Ecuador e Perù. Nasce sulle Ande ecuadoriane, poco a sud del vulcano Sangay, ha una lunghezza di 550 km, e per 402 km scorre in territorio peruviano nella Regione di Loreto dove sfocia nel Rio Marañón nei pressi del centro abitato di Borja. Per 480 km, nella stagione delle piogge, il fiume è navigabile per le piccole imbarcazioni.